# Хлівнюк Володимир Анатолійович
Володи́мир Анато́лійович Хлівню́к — український військовослужбовець, полковник Збройних сил України.
Станом на 2012 рік майор Хлівнюк — льотчик 1-го класу, 11-й окремий полк армійської авіації.

## Нагороди
- орден Богдана Хмельницького II ступеня (24 квітня 2022) — за особисту мужність і самовіддані дії, виявлені у захисті державного суверенітету та територіальної цілісності України, вірність військовій присязі[1].
- орден Богдана Хмельницького III ступеня (31 жовтня 2014) — за особисту мужність і героїзм, виявлені у захисті державного суверенітету та територіальної цілісності України, вірність військовій присязі під час російсько-української війни[2].